# Tommy Cooper
Tommy Cooper (ur. 19 marca 1921 w Caerphilly, zm. 15 kwietnia 1984 w Londynie) – brytyjski komik. Znany był z noszonego na głowie arabskiego fezu oraz z tego, że podczas jego występów zawsze działy się nietypowe i nieplanowane rzeczy. Zmarł podczas przedstawienia w Her Majesty’s Theatre na oczach milionów widzów w programie Live from her Majesty’s.
Podczas występu w Live from her Majesty’s Cooper upadł na ziemię i zastygł w pozycji siedzącej z wiszącą głową. Towarzysząca mu asystentka wybuchnęła śmiechem, podobnie jak publiczność. Wszyscy pomyśleli, że to kolejny charakterystyczny nieoczekiwany żart Coopera. Następnie Cooper zamiast się podnieść, opadł na plecy, wywołując jeszcze większą salwę śmiechu. Po chwili zorientowano się, że coś jest nie tak z Cooperem. Zasłonięto kurtynę oraz próbowano, bezskutecznie, reanimować Coopera.
W 2005 roku zajął szóste miejsce w rankingu komików wszech czasów przeprowadzonym przez Channel 4.
Życie Tommy’ego Coopera zostało zaprezentowane w filmie Tommy Cooper: Not Like That, Like This z 2014 roku. W główną rolę wcielił się David Threlfall.

## Programy z jego udziałem
Opracowano na podstawie materiału źródłowego.
- 1957 – A Santa for Christmas
- 1959 – After Hours
- 1960 – And the Same to You
- 1963 – The Cool Mikado Pooh-Bah
- 1966 – Cooperama
- 1966-1967 – The Bruce Forsyth Show
- 1967 – The Plan
- 1967 – Sykes Versus ITV
- 1969 – It's Your Move
- 1970-1971 – It's Tommy Cooper
- 1974 – The Tommy Cooper Hour
- 1975 – Cooper Various roles
- 1978 – The Tommy Cooper Hour
- 1978 – Must Wear Tights
- 1982 – The Eric Sykes 1990 Show
- 1982 – It's Your Move